# 三宅雙線䲁
三宅雙線䲁（學名：Enneapterygius miyakensis），為輻鰭魚綱䲁形目三鰭䲁科雙線䲁屬的一個種，種名是由約翰·E·蘭德爾於1995年描述，分布於西北太平洋日本海域，深度0至1公尺，體長可達4.5公分，棲息在沿海礫石區，以小型無脊椎動物為食，雌魚產附著性卵在藻類築的巢，雄魚會守護卵，幼魚為浮游性，生活習性不明。